# Стара Недзялка
Стара Недзялка (пол. Stara Niedziałka) — село в Польщі, у гміні Мінськ-Мазовецький Мінського повіту Мазовецького воєводства.
Населення — 1046 осіб (2011).
У 1975-1998 роках село належало до Седлецького воєводства.

## Демографія
Демографічна структура станом на 31 березня 2011 року:
|          | Загалом | Допрацездатний вік | Працездатний вік | Постпрацездатний вік |
| -------- | ------- | ------------------ | ---------------- | -------------------- |
| Чоловіки | 525     | 156                | 340              | 29                   |
| Жінки    | 521     | 132                | 308              | 81                   |
| Разом    | 1046    | 288                | 648              | 110                  |